# Kreuzweg (Unterwittighausen)

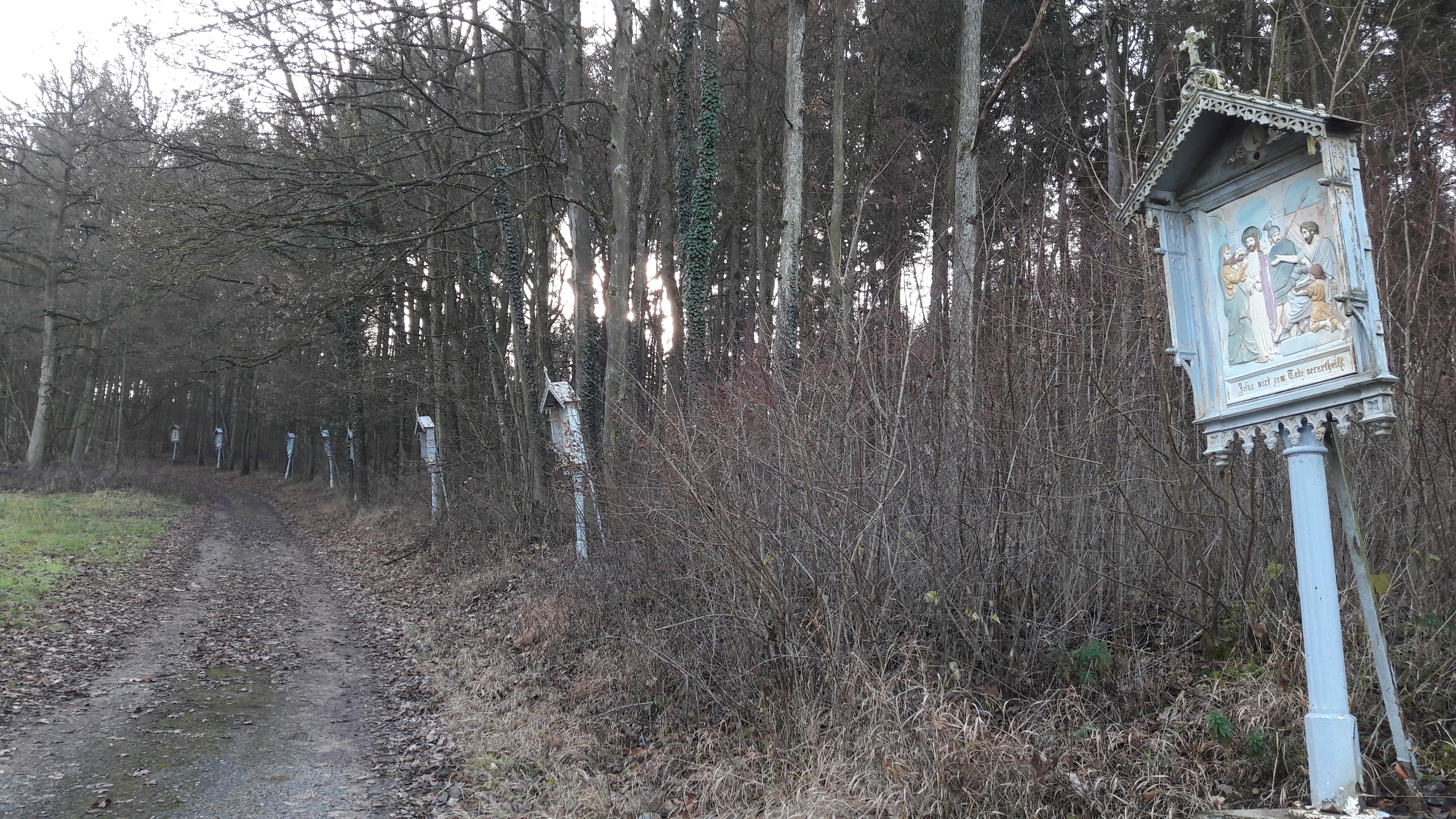
Blick auf den Kreuzweg in Unterwittighausen (Herbst 2016)

Der Kreuzweg in Wittighausen im  Main-Tauber-Kreis in Baden-Württemberg befindet sich am Ortsrand in Richtung Bütthard. Er wurde im 19. Jahrhundert von der Familie Henneberger (Veidodl) in Auftrag gegeben und besteht aus 14 gusseisernen Stationstafeln. Zuletzt wurde er im Jahr 2016 im Rahmen eines Firmprojekts renoviert. Am Ende des Kreuzweges befindet sich die um 1840 errichtete Waldkapelle. Der Freilandkreuzweg steht unter Denkmalschutz.

## Kreuzweg
Der Unterwittighäuser Kreuzweg umfasst die folgenden 14 Stationen:

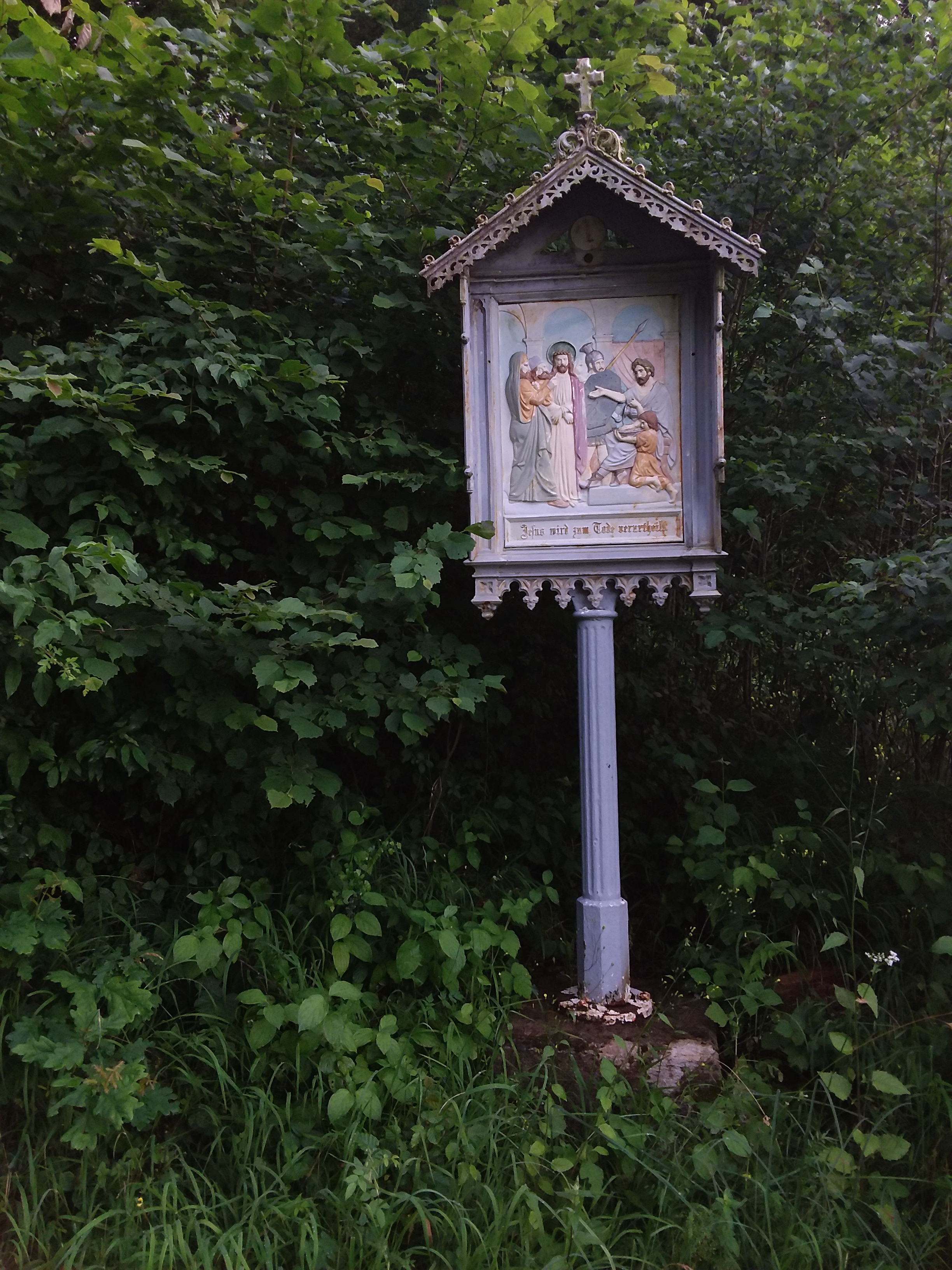
I. Jesus wird zum Tode verurteilt
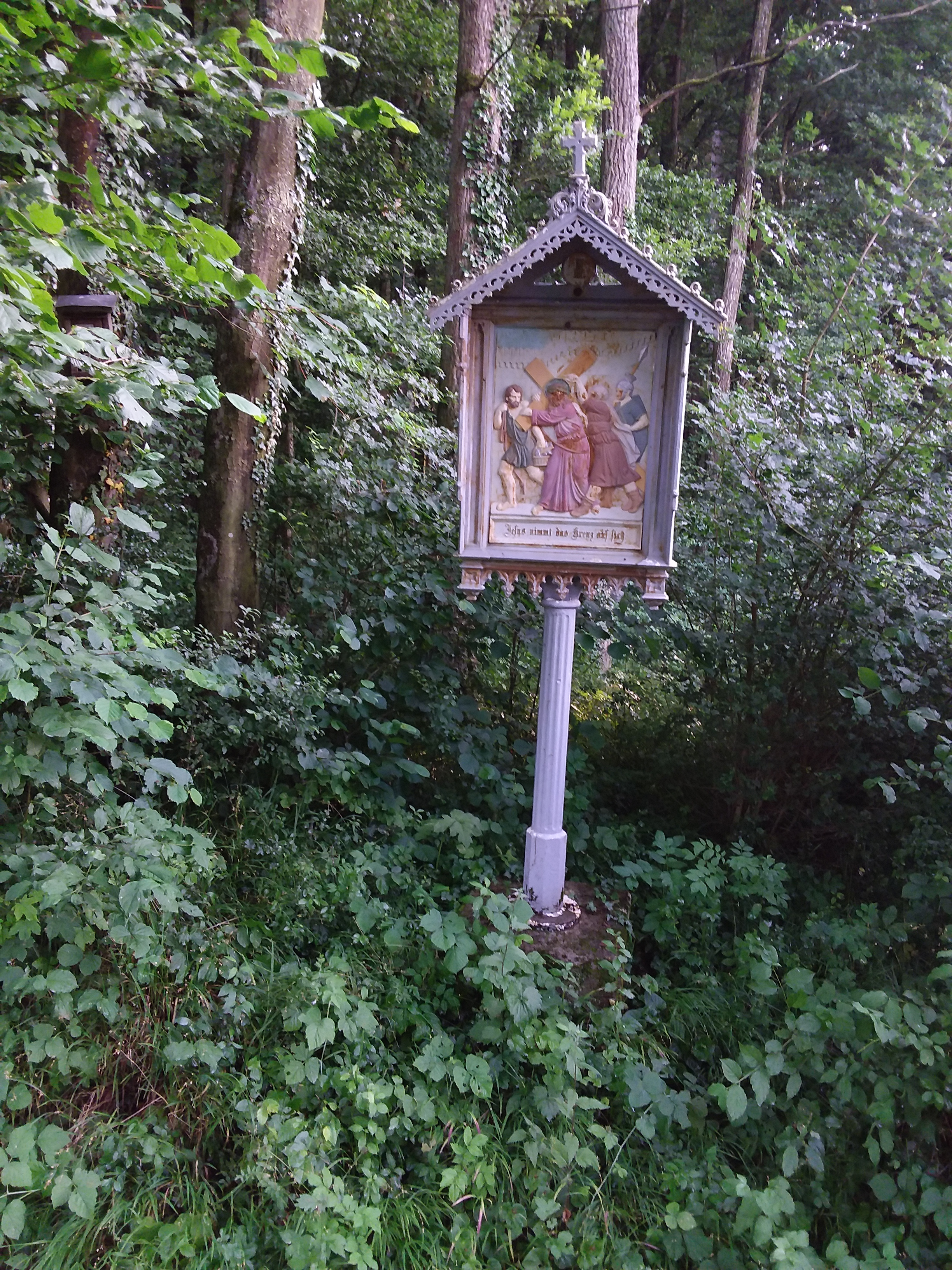
II. Jesus nimmt das Kreuz auf seine Schultern
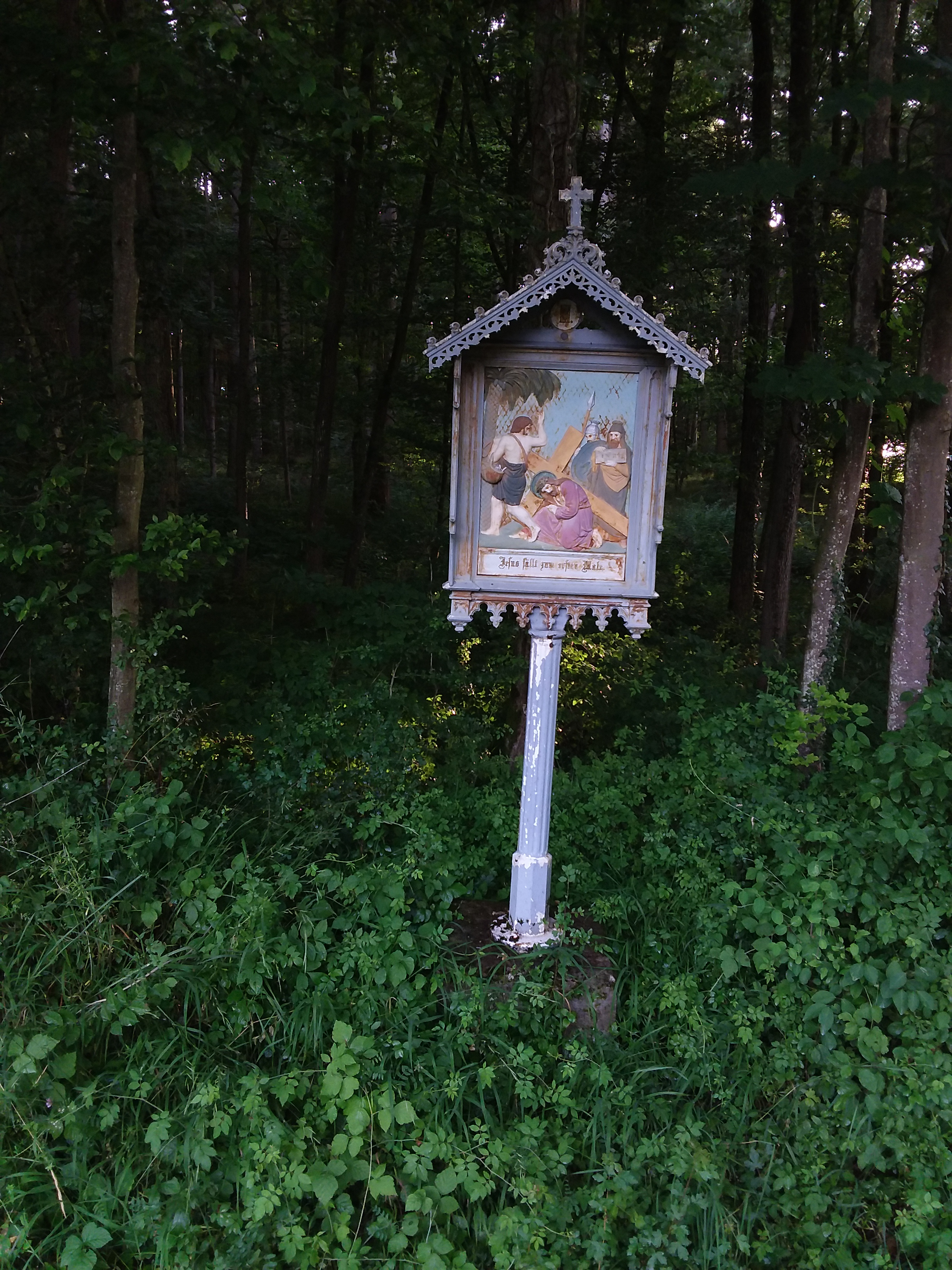
III. Jesus fällt zum ersten Mal unter dem Kreuze
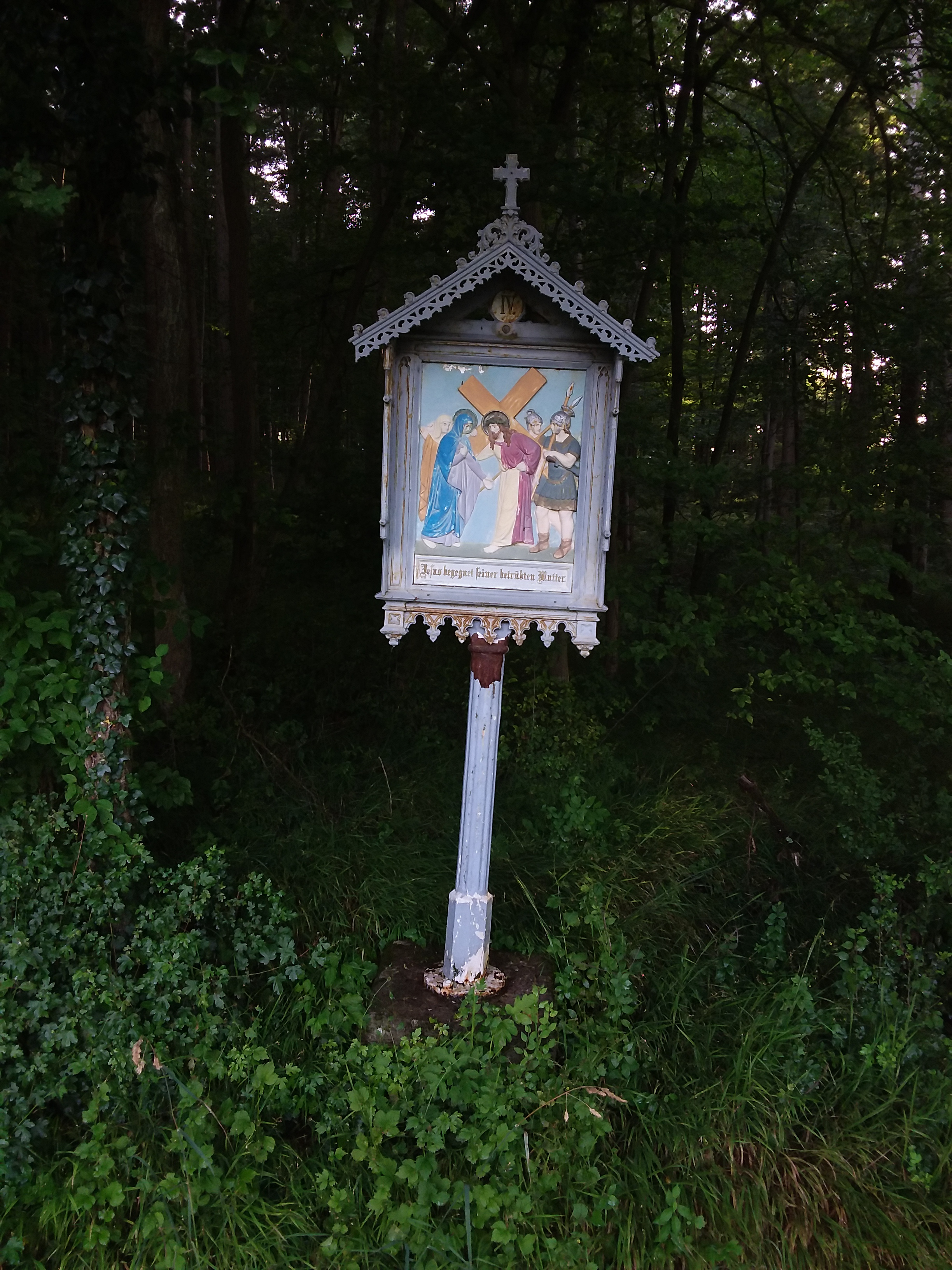
IV. Jesus begegnet seiner hl. Mutter
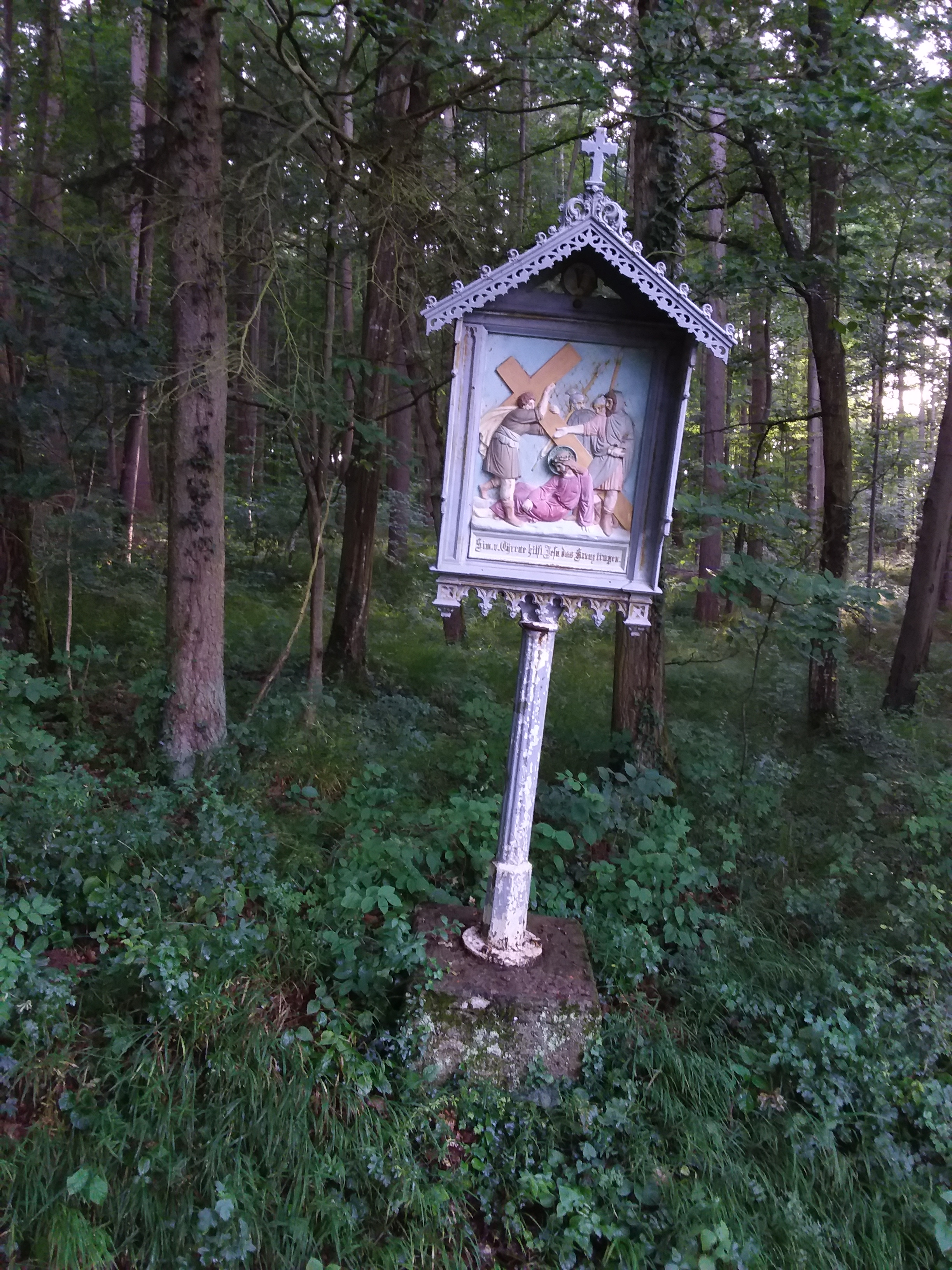
V. Simon von Cyrene hilft Jesus das Kreuz tragen
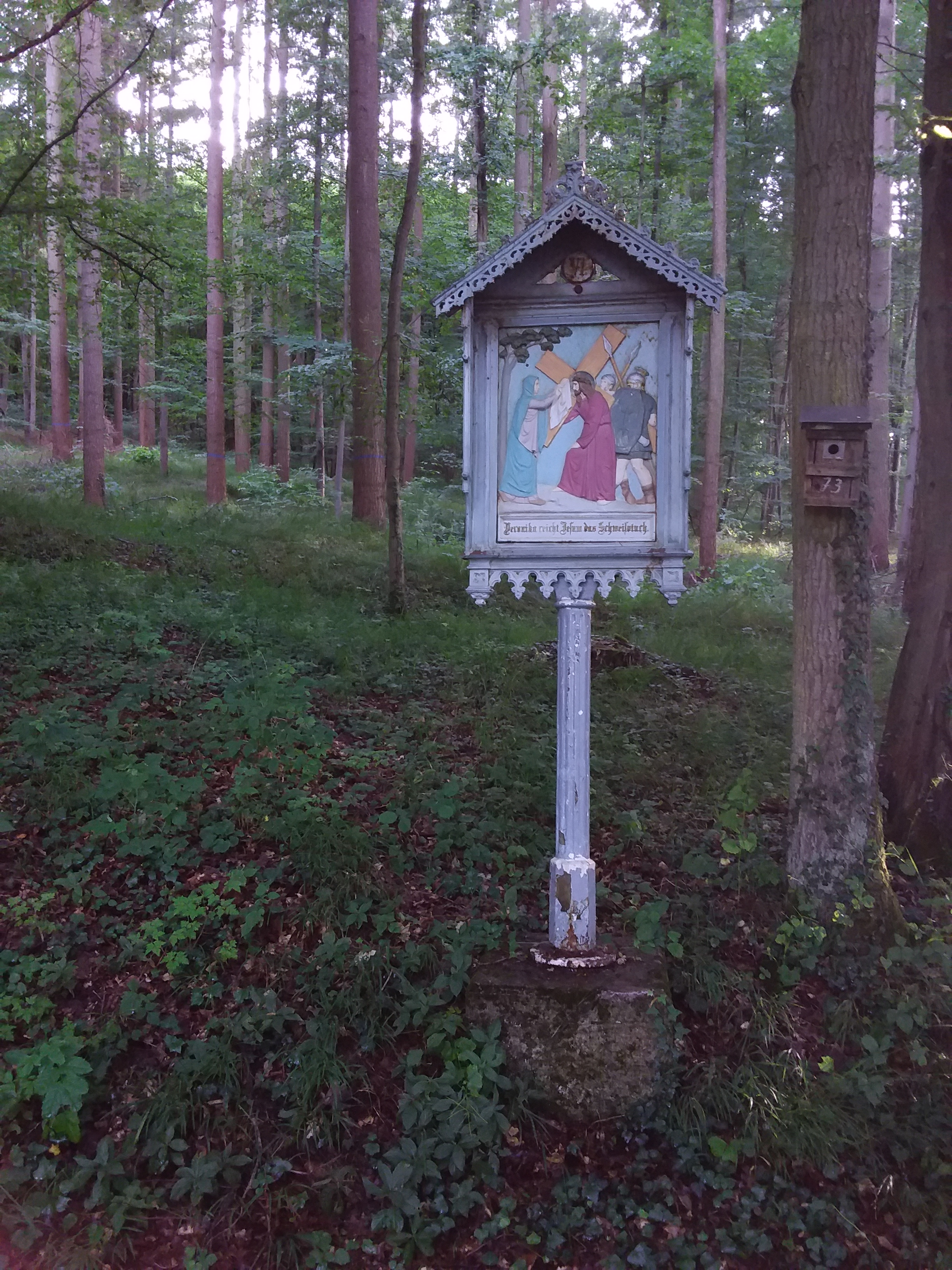
VI. Veronika reicht Jesus das Schweißtuch
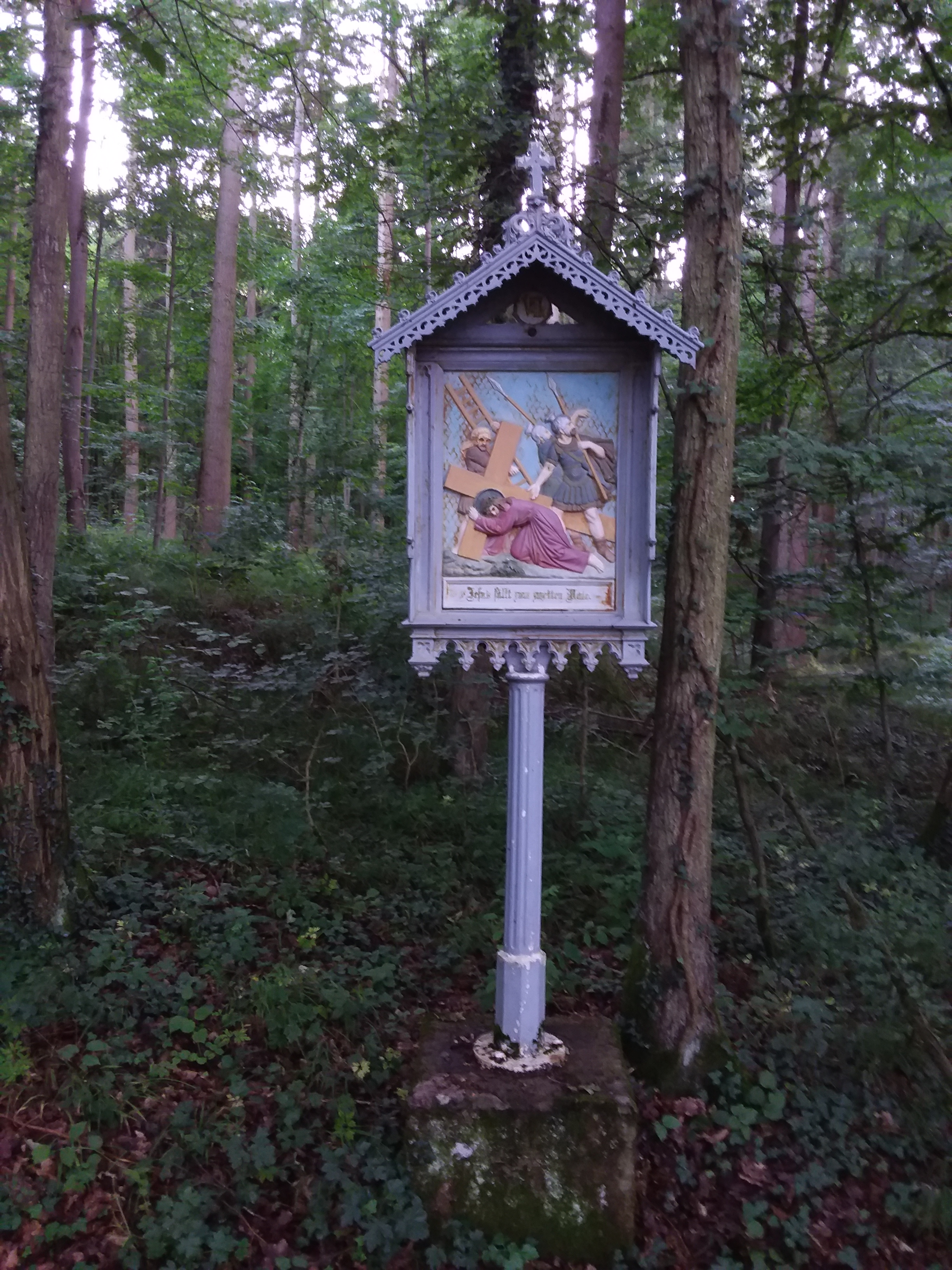
VII. Jesus fällt zum zweiten Mal unter dem Kreuze
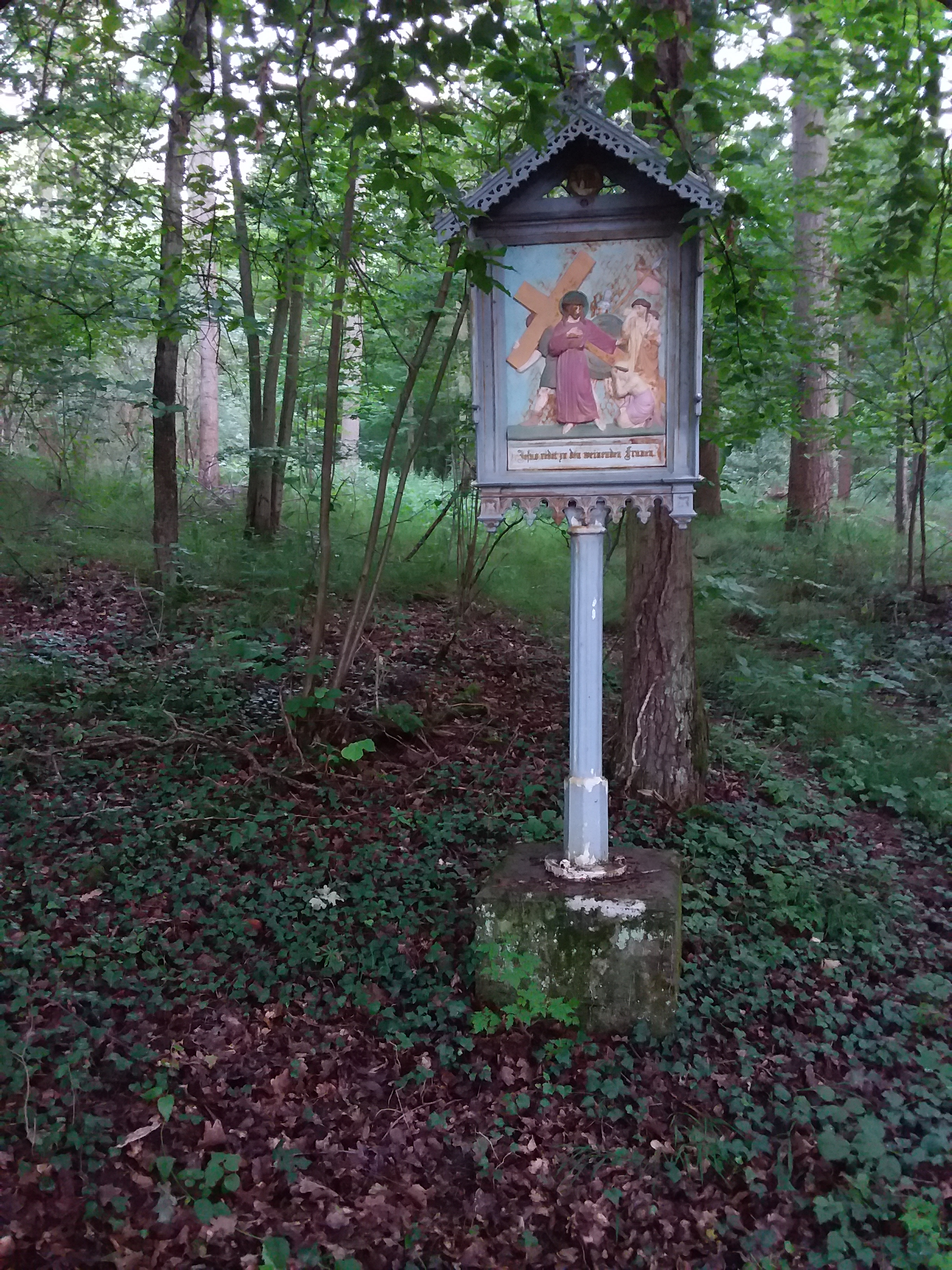
VIII. Jesus tröstet die weinenden Frauen von Jerusalem
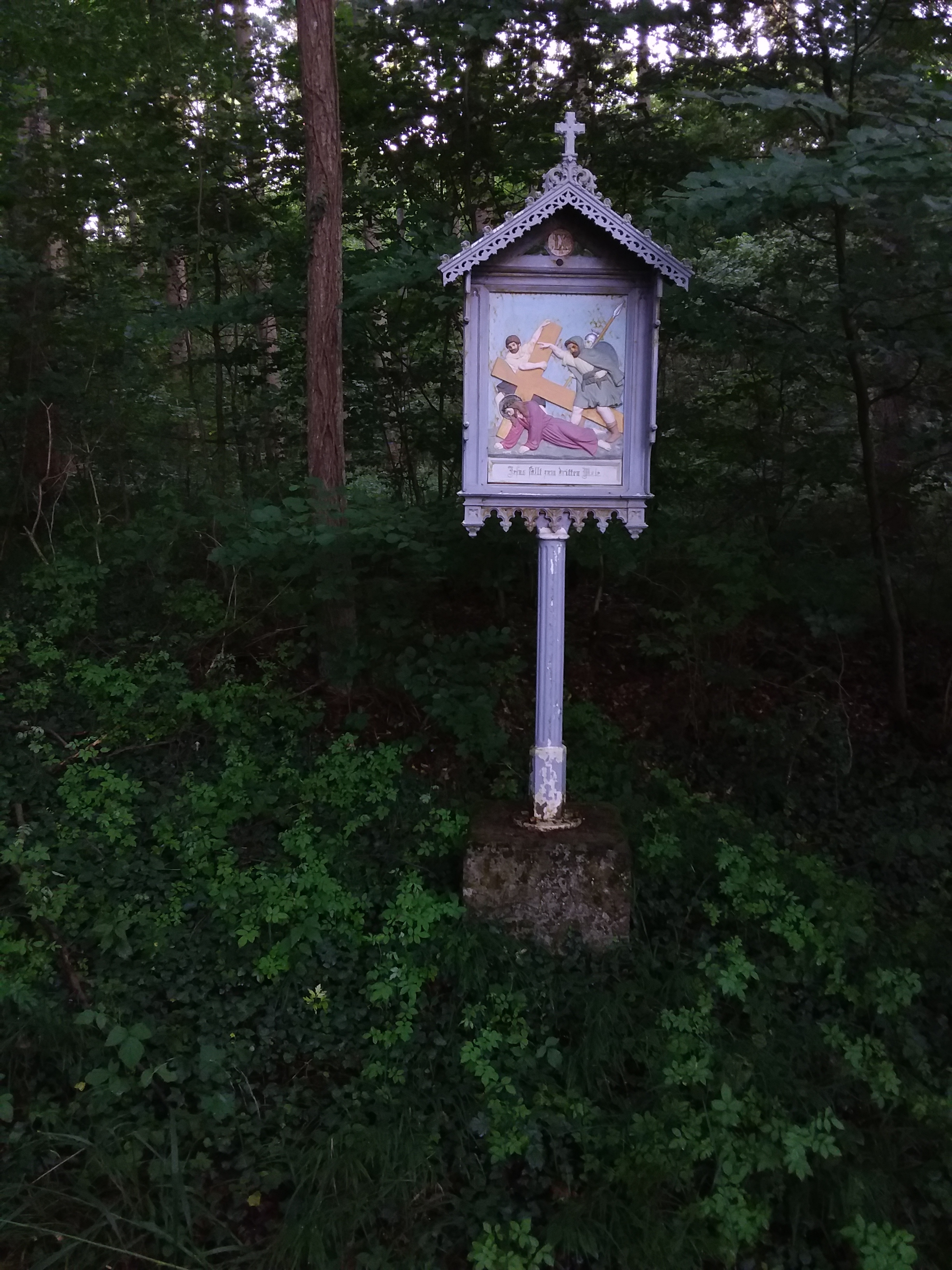
IX. Jesus fällt zum dritten Mal unter dem Kreuze
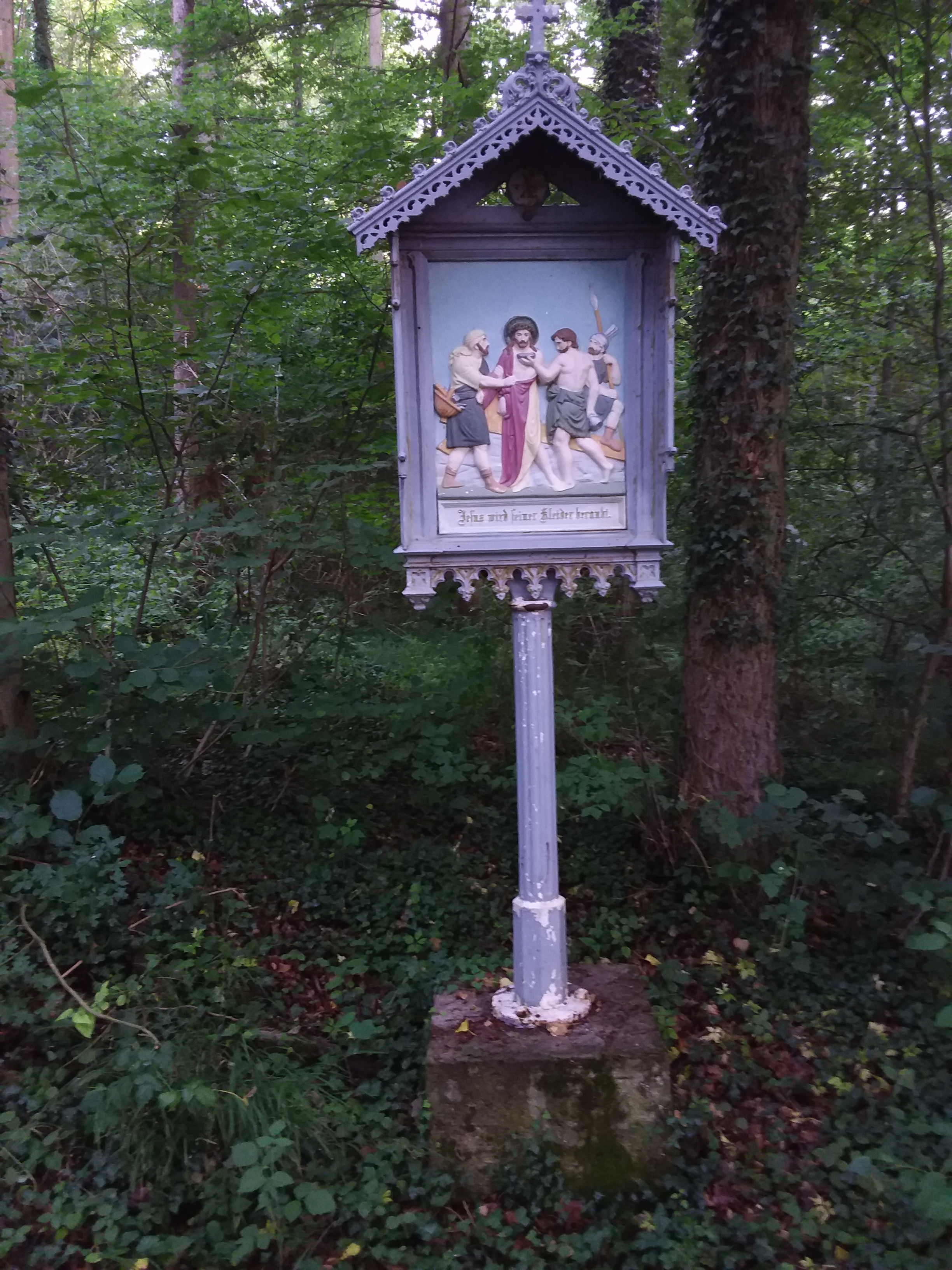
X. Jesus wird seiner Kleider beraubt
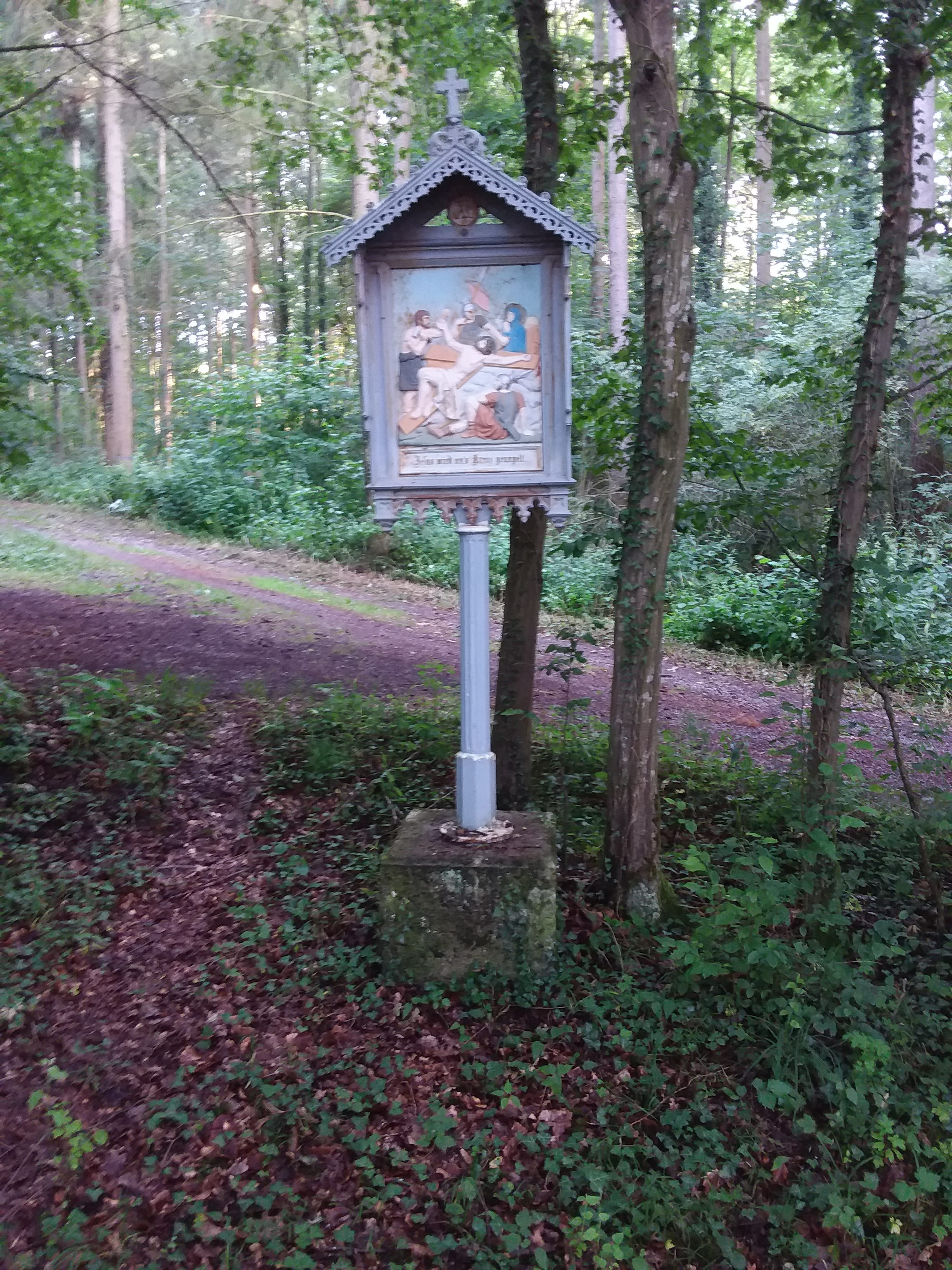
XI. Jesus wird an das Kreuz genagelt
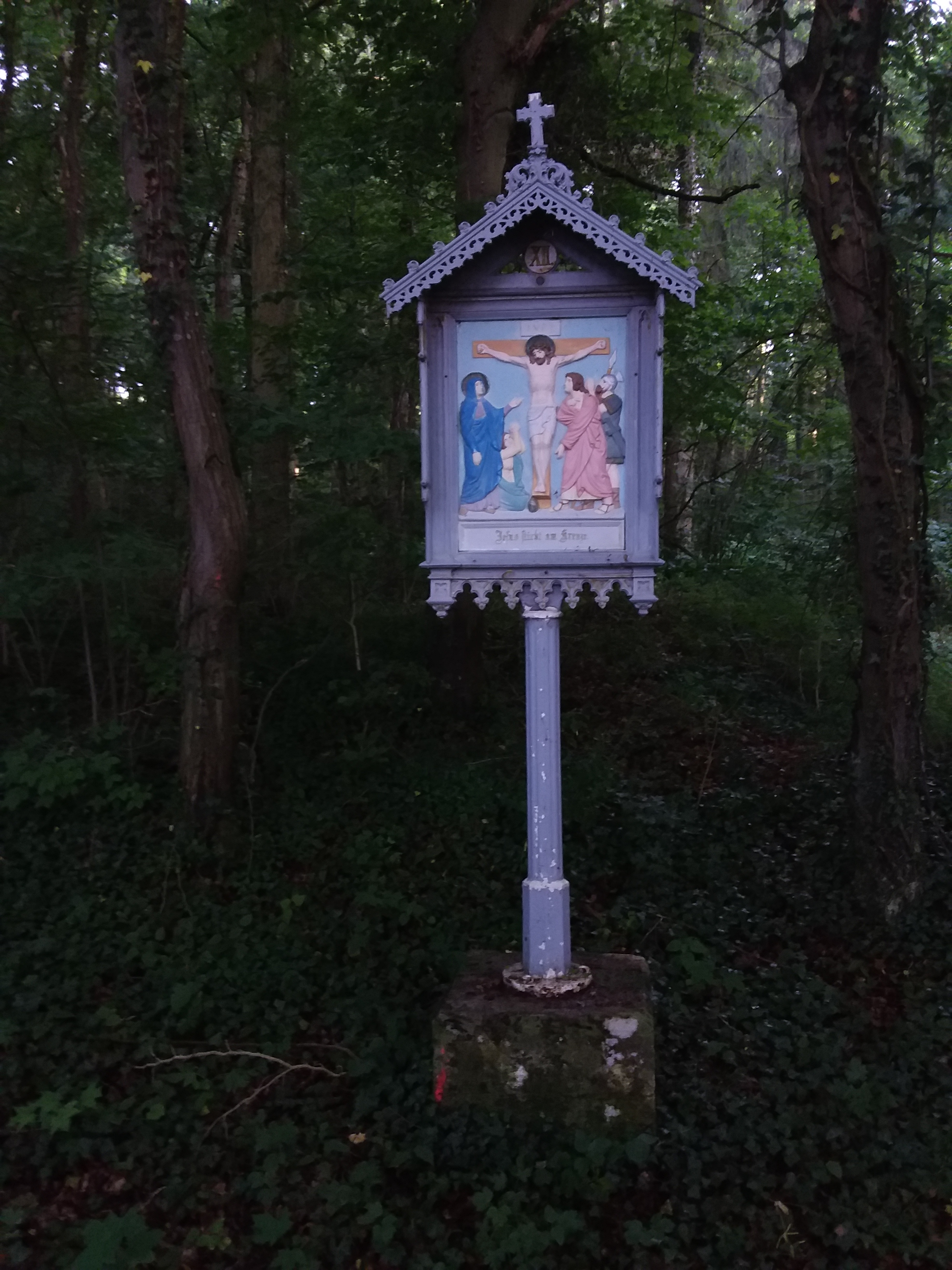
XII. Jesus stirbt am Kreuze
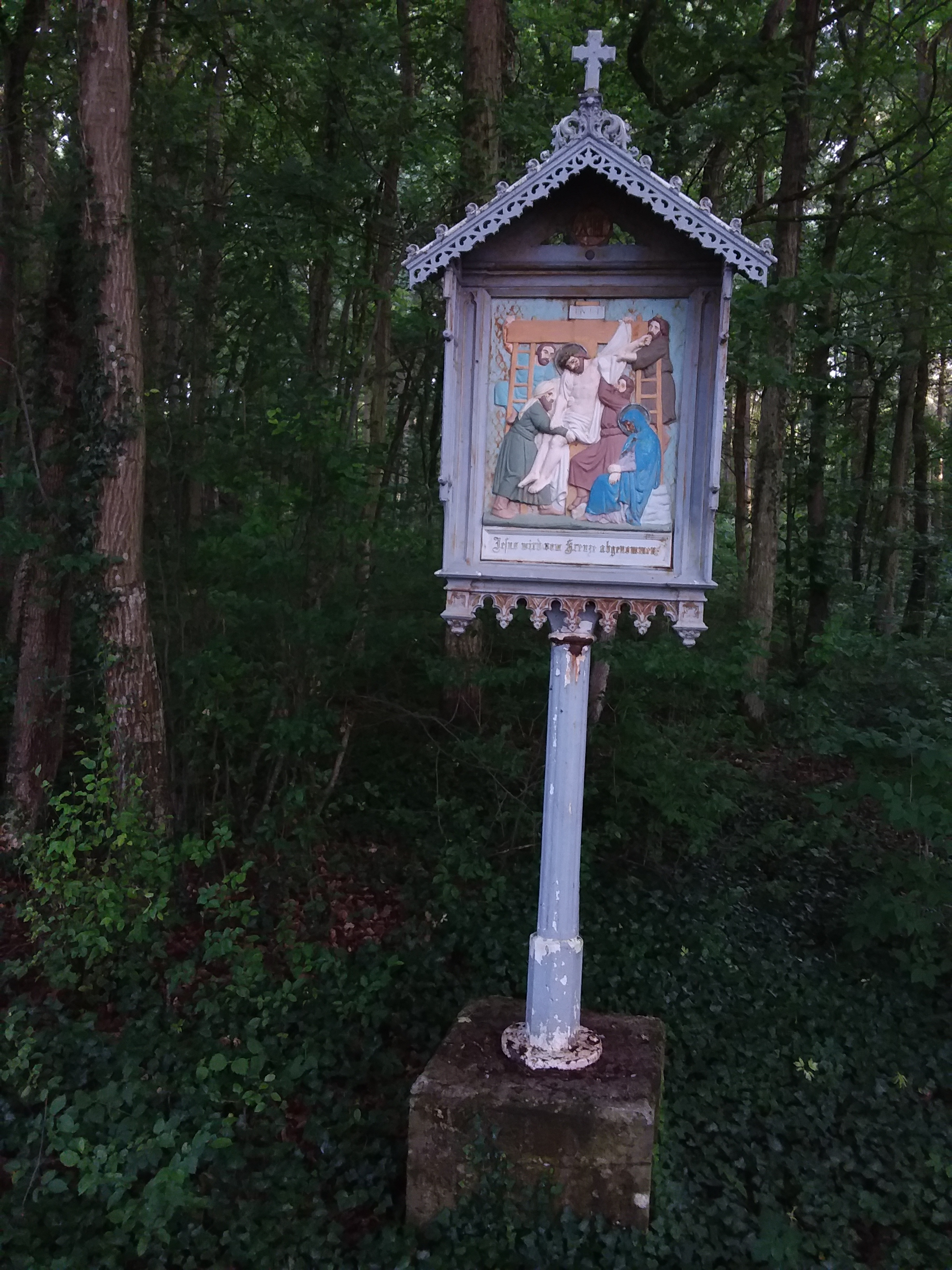
XIII. Der Leichnam Jesu wird vom Kreuze abgenommen
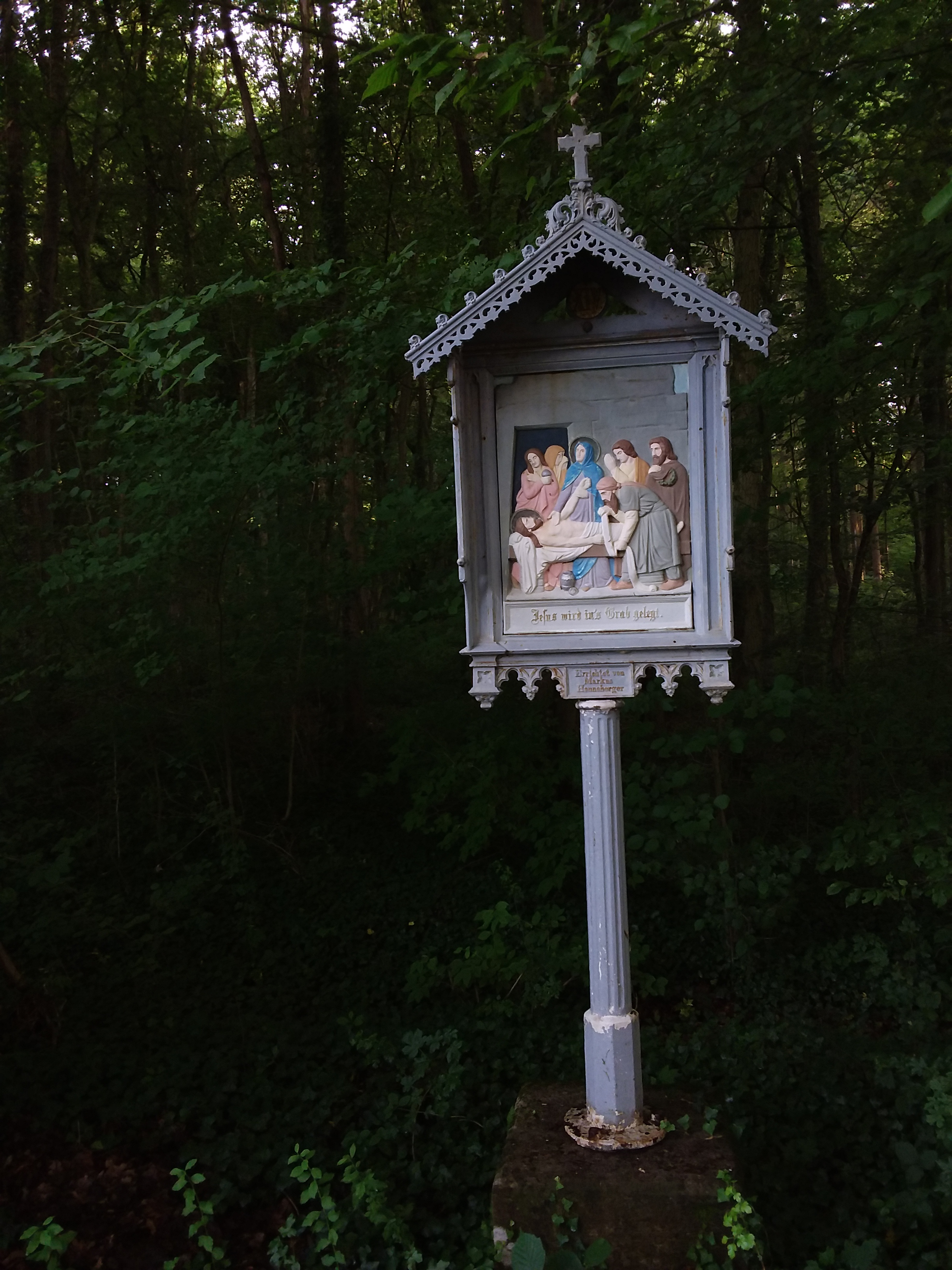
XIV. Jesus wird in das Grab gelegt